# Yeah Yeah Yeah Yeah
Yeah Yeah Yeah Yeah is het deel van de Amerikaanse punkband Bikini Kill van het splitalbum Yeah Yeah Yeah Yeah/Our Troubled Youth, dat de band samen met de Engelse punkband Huggy Bear uitbracht via het platenlabel Kill Rock Stars in maart 1993. Het splitalbum werd heruitgegeven door Kill Rock Stars in 2008. De nummers van Bikini Kill op dit album zijn tevens te horen op het verzamelalbum The C.D. Version of the First Two Records (1994).
Later werd het deel van Bikini Kill als zelfstandig studioalbum uitgebracht op 15 april 2014 onder het eigen platenlabel Bikini Kill Records. Aangezien de band niet de rechten bezat op de muziek van Huggy Bear, werd er besloten het album aan te vullen met diverse niet eerder uitgegeven live-opnames van Bikini Kill uit 1991. Precies twee jaar na de uitgave van dit album, op 15 april 2016, werd het heruitgegeven, ditmaal op roze vinyl.

## Nummers
1. "White Boy" - 2:26
2. "This Is Not a Test" - 1:59
3. "Don't Need You" - 1:28
4. "Jigsaw Youth" - 1:56
5. "Resist Psychic Death" - 1:39
6. "Rebel Girl" - 2:50
7. "Outta Me" - 2:28

Heruitgave (2014)
1. "George Bush is a Pig" - 1:53
2. "I Busted in Your Chevy Window" - 0:58
3. "Get Out" - 1:35
4. "Why" - 2:22
5. "Fuck Twin Peaks" - 1:58
6. "Girl Soldier" - 4:20
7. "Not Right Now" - 3:34

## Band
- Kathleen Hanna - zang
- Billy Karren - gitaar
- Kathi Wilcox - basgitaar
- Tobi Vail - drums